# Babeth Djian
Pour les articles homonymes, voir Djian.
Babeth Djian, née[Quand ?] à Casablanca, est la fondatrice et directrice de la rédaction de Numéro magazine, média spécialisé dans la mode, l'art et la culture, et présidente d'honneur de l'association AEM pour les enfants du Rwanda.

## Biographie

### Carrière professionnelle

#### Début de carrière
Dans les années 1980, elle fait ses premiers pas professionnels au sein de la rédaction du magazine Elle, avant de participer au lancement du magazine Jill, entre 1983 et 1985. Dans les années 1990, Babeth Djian collabore avec les magazines Vogue Paris et Vogue Italie et avec des photographes comme Peter Lindbergh. 

#### Numéro Magazine
En 1998, Babeth Djian fonde le magazine Numéro et lance le premier numéro en mars 1999 avec Kate Moss en couverture, photographiée par Mert Alas et Marcus Piggott. Elle lance le magazine bi-annuel Numéro Homme en 2001  et le media bi-annuel de la création contemporaine Numéro art en 2017.  
En parallèle, son magazine lance plusieurs éditions internationales avec Numéro China, Numéro Tokyo, Numéro Berlin et Numéro Netherlands.

#### Éditions
Babeth Djian est à l'origine de plusieurs ouvrages de mode dont le livre Babeth édité en 2008 et Numéro Couture qui retrace 15 ans de collaboration avec Karl Lagerfeld, édité en 2015 par Steidl,.

## Engagements caritatifs
Depuis 2006, Babeth Djian est présidente d'honneur de l'association AEM « un avenir pour les enfants du monde » et organise chaque année une soirée de charité réunissant les marques de mode et de luxe pour soutenir des projets en faveur d'enfants au Rwanda,,,.

## Décorations
- Chevalière de l'ordre national du Mérite. Babeth Djian est nommée chevalier de l'ordre national du Mérite en 2021[13]. La décoration lui est remise des mains de Jean-Paul Gaultier pendant la soirée AEM de 2022[14].